# Сансер (графство)

Графство Сансер на карте Франции 1180 г.

Графство Сансер (фр. Comté de Sancerre) — графство в королевстве Франция, в исторической области Берри. Географическая область, приблизительно соответствующая территории графства, носит название Сансеруа (фр. Sancerrois)

## История
Традиционно считается, что сеньорией Сансер в X веке завладел Тибо I граф Блуа. На рубеже X и XI веков сеньория досталась одному из младших отпрысков семейства де Блуа, ставшему вскоре епископом Бовэ. Епископ Роже совершил обмен со старшим братом принадлежащего ему Сансера на графство Бовэ и передал графство церкви, а Сансер вернулся во владение старшей ветви графов Блуа. Современные историки высказывают сомнения в принадлежности епископа Роже к роду Блуа и, вместе с этим, о владении первыми представителями этого рода Сансером. Как бы то ни было, общепризнанно, что с даты, лежащей в промежутке между 1014—1024 годами, Сансер вошёл во владения графов Блуа.
После смерти Тибо IV графа Блуа и Шампани его владения были поделены на три части. Сансер достался его третьему сыну Этьену (Стефану). Сеньория была возведена в ранг графства и новый граф принёс вассальную присягу своему старшему брату графу Шампани Генриху I. Около 1230 года право непосредственного сюзеренитета над графством было выкуплено у графа Шампани королём Франции Людовиком IX. Таким образом граф Сансер стал прямым вассалом короля.
Начиная с указов короля Франции Людовика XI 1480 года графы постепенно теряют большинство своих властных полномочий, которые переходят к королевским чиновникам и выборным представителям сословий.

## Графы Сансера[1]

### Династия Блуа-Сансер
- Стефан I (ок. 1033—1190/91), 1 граф Сансера в 1151/52 — 1190/91.
- Гильом I (ок. 1176—1217/19), 2 граф Сансера в 1191—1217/19. Сын предыдущего.
- Людовик I (ок. 1207—1267), 3 граф Сансера в 1217/19 — 1267. Сын предыдущего.
- Жан I (1230/35 — 1280/84), 4 граф Сансера в 1267—1280/84. Сын предыдущего.
- Стефан II (ум. 1306), 5 граф Сансера в 1280/84 — 1306. Сын предыдущего.
- Жан II (ум. 1327), 6 граф Сансера в 1306—1327. Брат предыдущего.
- Людовик II (ум. 1346), 7 граф Сансера в 1327—1346. Сын предыдущего.
- Жан III (1334—1402/03), 8 граф Сансера в 1346—1402/03. Сын предыдущего.
- Маргарита (ум. 1418), 9 графиня Сансера в 1402/03 — 1418. Дочь предыдущего.

### Оверньский дом
- Беро [Béraud] (†1426), 10 граф Сансера в 1419—1426 годах, также дофин Оверни, граф Клермон(-ан-Овернь) (Беро III) в 1399—1426. Сын предыдущей.
- Иоанна (Жанна) [Jeanne] (†1436), 11 графиня Сансера в 1426—1436 годах, также дофина Оверни, графиня Клермон(-ан-Овернь). Дочь предыдущего.

### Бурбон-Монпансье
- Людовик III (Луи) [Louis] (†1486), 11 граф Сансера с 1426—1451, также граф Монпансье (Людовик I) 1426—1486. Муж предыдущей. После смерти жены пытался закрепить графство Сансер за собой. Окончательное решение было вынесено парижским парламентом в 1454 году в пользу Жана V де Бюэй.

### Бюэй
- Иоанн IV (Жан) [Jean] (1406—1477), 12 граф Сансера в 1451—1477, также сеньор де Бюэй 1415—1477 под именем Жан V. Племянник Беро.
- Антуан [Antoine] (†1506/1507), 13 граф Сансера в 1477—1506/1507. Сын предыдущего.
- Жак де Бюэй (†1513), 14 граф Сансера в 1506/1507 — 1513. Сын предыдущего.
- Шарль де Бюэй (†1515), 15 граф Сансера в 1513—1515. Сын предыдущего.
- Иоанн V (Жан) [Jean] (†1537), 16 граф Сансера в 1515—1537. Сын предыдущего.
- Людовик IV (Луи) [Louis] (†1537), 17 граф Сансера в 1537—1563/1564. Дядя предыдущего.
- Иоанн VI (Жан) [Jean] (†1638), 18 граф Сансера в 1563/1564 — 1638. Сын предыдущего.